# 이상은 (신학자)
이상은(李相恩, 1970년 10월 18일~)은 대한민국의 신학자이며 목사이다.
현재 서울장신대학교에서 조직신학 교수로 있다. 한국조직신학회 서기를 역임하였고 현재는 한국개혁신학회 총무이사로 활동하고 있다. 칼 바르트와 성령의 역동성과 조명을 강조하는 개혁신학 분야에 전문가로 평가받는다.

## 활동
대한예수교장로회(통합측) 소속 목사로서 현재 서울장신대학교에서 가르치고 있다. 교의학과 해석학, 신학적 윤리학 등의 분야를 가르치고 있다. 하이델베르크 대학교에서 조직신학을 전공했으며, 지도교수는 미카엘 벨커(Michael Welker)교수로서, 19세기 독일 중재신학자 도르너와 20세기 칼 바르트의 상관관계에 대해 학위논문을 작성했고 신학박사(Dr. Theol.)학위를 취득했다. 독일 개신교회의 통일정책 및 공공신학, 4차 산업혁명과 디지털화에 대한 대응연구로  한국연구재단의 연구프로젝트 과제를 수차례 수행했으며, 과학과 신학의 대화의 주제에 대한 공동연구 프로젝트에 참여한 바 있다.

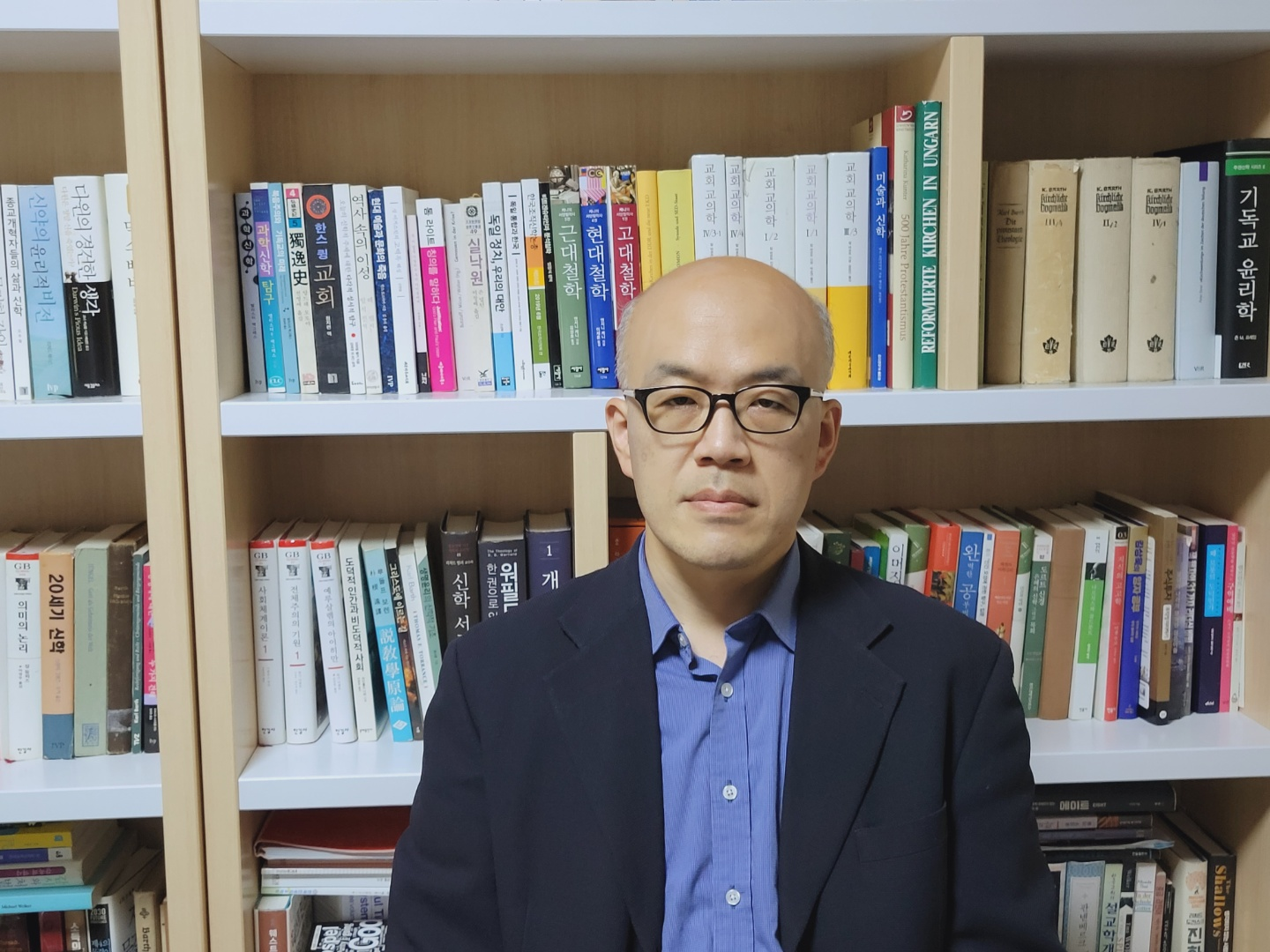
이상은 서울장신대학교 교수, 연구실

## 학력
- 단국대학교 독어독문학과(B.A.)
- 장로회신학대학교 목회학석사(M.Div.)
- 장로회신학대학교 신학석사(Th.M.)
- 독일 마인츠(Mainz) 대, 기센(Giessen)대 (어학 및 고전어 신학수학)
- 독일 하이델베르크대학교(Ruprecht-Karls Uni.)신학박사(Dr. Theol.)지도교수 미카엘 벨커

## 경력
- 현 서울장신대학교 교무처장
- 현 한국조직신학회 서기
- 한국조직신학회 학회지 편집위원장
- 현 한국개혁신학회 총무이사
- 독일 비스바덴 한인장로교회 교육목사
- 서울 서노회 삼애교회 부목사

## 학위논문
- LEE, SANG-EUN, “Karl Barth und Isaak August Dorner: Eine Untersuchung zu Barths Rezeption der Theologie Dorners." Dr. Theol. diss., Heidelberg University, 2011.

## 저서
- Karl Barth und Isaak August Dorner (2014)
- Gottes Geist und Menschlicher Geist (2013, 공저)
- 종말론 (2012, 공저)
- 바르트 신학연구 3 (2013, 공저)
- 계몽주의 이후 독일 개신교 신학 개관: 칸트에서 리츨까지 (2015, 단독)
- 오늘의 생명신학 (2015, 공저)
- 목회를 위한 교의학 주제 해설 (2016, 공저)
- 성령론 (2017, 공저)
- 화해론에 기반한 통일 (2017, 단독)
- 신학방법론 (2018, 공저)
- 인간론 (2021, 공저)
- 신학과 과학의 만남 (2021, 공저)
- 신학과 과학의 만남2 (2022, 공저)외 다수

## 역서
- 『오늘의 신학적 주제에 대한 다각적 성서적 탐구』(공역)(2015),
- 『종교개혁 유럽의 역사를 바꾸다』(공역)(2017)
- 복음주의 교회론: 포스트모던 시대의 복음주의적 입문서 (2019, 단독)외 다수

## 논문
1. “칼 바르트와 이삭 아우구스트 도르너의 상관관계에 대하여”, 서울 한국조직신학회편. 「한국조직신학논총」(33) 2012년 9월. 211-242
2. “Die Theologie Isaak August Dorners: Die Christozentrik als Grundlage fuer die Theologie und Praxis". KPTJ. Vol, 44 no. 3. 2012. 187-207.
3. “칼 바르트의 종말론”, 한국조직신학회 편, 『종말론』. 서울: 대한기독교서회, 2012. 193-208.
4. “하이델베르크 요리문답의 성령론, 그 윤리적 함의,” 「한국개혁신학」 2013
5. “본회퍼의 시간과 ‘현실’: 그리스도 중심적인 현재의 시간이해.” 「서울장신논단」 2013
6. “고난속에 맺힌 열매: 갈리칸 신조(1559)의 확신의 신학.” 「한국개혁신학」 2014
7. “루돌프 보렌의 설교론에 있어서 칼빈과 바르트의 신학.” 「서울장신논단」 2015
8. “칼 바르트와 하이델베르크 요리문답.” 「한국개혁신학」 2016
9. “분단의 상황을 넘어선 그리스도의 현실, 칼 바르트 신학의 기여.” 「한국조직신학논총」 2016.
10. “신학과 인공지능: AI와의 만남을 통한 인간과 세계관에 대한 성찰.” 「한국신학논총」 2016.
11. “차이의 인정 속의 공존: 독일 개신교총회(EKD)의 정책에 반영되어 있는 이슬람 문제 인식.” 「한국개혁신학」 2017
12. “공적 지평 속의 교회: 춘계 이종성이 말하는 한국교회와 한국사회.” 「장신논단」 2017
13. “관계적 정의: 후버(W. Huber)가 말하는 다원사회 안에서의 교회적 구심점.” 「신학사상」 2017
14. “칼 바르트의 시간론: 성취된 시간속의 인간.” 서울장신논단 2017.
15. “분단상황하 균형자로서의 교회의 역할: 독일 ‘연합교회’(EKU)의 역할과 실천 연구.” 선교와 신학 2018.
16. “개혁자들의 신앙고백과 한국교회: 바르트(K. Barth)의 스코틀랜드 신앙고백 해석을 중심으로.” 「한국개혁신학」 2018
17. “종교개혁의 정신 그리고 4차 산업혁명시대를 살아가는 교회의 자세.” 조직신학연구 2018
18. “불평등 시대 ‘돈’ 문제의 직면: 두 ‘민주적 시장경제론’ 신학자들의 모색의 고찰.” 「서울장신논단」 2018.
19. “기술혁명시대에 돌아보는 하나님의 형상론: 달페르트의 인간론 고찰.” 「조직신학연구」 2019
20. “도르트신조의 예정론에 대한 바르트의 수용.” 「한국개혁신학」 2019.
21. “칼 바르트의 제2스위스 신앙고백(1562) 수용.” 「한국개혁신학」 2019
22. “니묄러와 디벨리우스: 고백교회의 동반자, 다른 길을 걸었던 이상주의자와 현실주의자.” 「한국개혁신학」 2020.
23. “복음이 과학과 만날 때: 영미 복음주의적 관점에서 ‘진화’는 단지 배제의 대상이었는가.” 「신학사상」 2020.
24. “살아있는 교회의 길에 대한 탐구: 역사속의 ‘핵심교회’로서의 고백교회의 성찰.” 「선교와 신학」 2020.
25. “노동과 인간의 미래: 인간의미의 원천으로서 노동의 미래에 대한 신학적 전망.” 「신학과 선교」 2020.
26. “사회통합의 중심으로서의 독일개신교회(EKD)의 공공신학연구.” 「한국조직신학논총」 2021.
27. “시민사회 속에서의 교회의 길: 볼프강 후버(W. Huber)의 소통적 자유의 교회론.” 「선교와 신학」 2021.
28. “다원성의 도전 속의 기독교윤리: 현대 기독교 사회윤리의 도전으로서의 ‘다원주의’의 질문.” 「조직신학연구」 2022.
29. “두 에온(Aeon) 사이에 서 있는 교회: 틸리케의 ‘두-왕국-론’의 재정립과 공적교회의 모색.” 「한국개혁신학」 2022.
30. “자연과 대화하는 그리스도교 신앙: 존 햅구드(John Habgood)의 신학적 자연관 연구. 「신학사상」 2023. 외 다수

## 같이 보기
- 한국개혁신학회
- 한국의 신학자 목록
- 개혁신학자